# Effetto yo-yo
In dietologia si indica come effetto yo-yo, noto anche come ciclicità del peso, la perdita e riacquisto ciclico di peso corporeo in seguito a diete eccessivamente ipocaloriche. Il termine è stato utilizzato per la prima volta da Kelly Brownell, della Yale University, con riferimento al movimento verso l'alto e verso il basso, ciclico, tipico degli yo-yo. Il processo definito con tale termine ha inizio con una dieta che, nel breve periodo, consente di conseguire una perdita di peso, ma che non è efficace nel consentire il mantenimento di tale perdita di peso nel lungo periodo: la persona a dieta cerca quindi di perdere nuovamente il peso riguadagnato ed il ciclo ricomincia.

## Cause
Le cause di una tale oscillazione di peso possono essere diverse, ma, spesso, possono essere ricondotte ad una dieta ipocalorica inizialmente troppo spinta. All'inizio, infatti, la persona a dieta sperimenta euforia ed orgoglio per la capacità di rifiutare il cibo. Nel tempo, però, i limiti imposti da una dieta eccessiva possono causare effetti quali depressione o affaticamento che rendono impossibile proseguire con la dieta intrapresa. In seguito, quindi, la persona a dieta riprende le proprie abitudini alimentari con, in più, il peso psicologico dovuto alla consapevolezza di non essere riuscita a perdere peso come voluto con la dieta seguita. Tale stato emotivo può portare molte persone a mangiare più di quanto non avrebbero fatto in condizioni normali, prima della dieta, ed a riguadagnare quindi rapidamente peso.

## Effetti sulla salute
Le diete associate alla privazione eccessiva del cibo, in sostituzione di diete meno estreme associate all'esercizio fisico, possono portare la persona che le segua a sperimentare, nella fase iniziale di perdita del peso, una diminuzione sia del grasso corporeo ma anche del tono muscolare; al completamento della dieta è possibile che il corpo reagisca alla precedente fase di malnutrizione con un rapido aumento di peso, a carico, però, della sola massa grassa. Il processo innescato dall'effetto yo-yo può quindi comportare una modificazione nel rapporto percentuale tra massa magra e massa grassa, fattore che è un importante indicatore di salute. Studi eseguiti sui ratti hanno dimostrato come l'effetto yo-yo sia stato più efficiente nel guadagno di peso che nella perdita dello stesso.
Tuttavia, nel 1994, una ricerca ha sostenuto che "non si riscontrano effetti negativi derivanti dalla ciclicità delle variazioni di peso sulla composizione corporea, sul metabolismo basale, sulla distribuzione del grasso corporeo o sulla possibilità futura di perdita di peso", e che non ci sono elementi sufficienti che dimostrino che i fattori di rischio per le malattie cardiovascolari possano dipendere direttamente da diete cicliche.
Dal momento che non esiste allo stato attuale una definizione univoca di "perdita e riacquisto ciclico di peso corporeo accettabile" non è al momento possibile trarre conclusioni sui reali effetti di queste diete